# El Grito del Pueblo
El Grito del Pueblo va ser un periòdic editat a Pontevedra entre 1901 i 1905.
Aparegué el 17 de gener de 1901 amb el subtítol Bisemanario Republicano, fins al número 103, del 12 de gener de 1902, que començà a subtitular-se Semanario Republicano de Pontevedra, tornant a l'encapçalament originari al número 241. Inicialment sortia dos cops per setmana i des del número 103 apareix únicament els diumenges. Quan tornà a ser bisetmanal sortia els dijous i els diumenges. D'ideologia republicana, fou fundat i dirigit per José Juncal Verdulla i també va tenir com a director Joaquín Poza Cobas. Incloïa articles polítics, notícies del municipi i en la secció literària col·laboraren Aureliano Pereira, Manuel Curros Enríquez i Enrique Labarta Pose. Cessà la seva edició el 28 de maig de 1905 amb el número 259. Fou substituït per La Acción.